# 곽의영
곽의영(郭義榮, 1911년 5월 28일~1992년 8월 15일)은 대한민국 정치인이다. 본관은 청주이며, 충청북도 청원군 출신이다. 제8대 체신부 장관과 제2·3·4대 민의원의원을 지냈다.

## 생애
1936년 경성법학전문학교를 졸업하고 일제강점기에 조선총독부의 관리가 되어, 괴산ㆍ청원 군수, 충청북도 광공국(鑛工局) 상무과장(商務課長)을 역임하였다. 해방 뒤, 1950년 제2대 국회의원 선거에서 당선된 것을 시작으로 내리 3번의 민의원의원 선거에서 당선되었다. 제3대 국회에서는 국회 부흥(復興)위원회 위원장이 되었으며, 자유당에서는 총무위원회 부위원장, 정책위원장 등의 고위 간부직을 역임하였다. 이어 체신부장관에 임명된 뒤, 4·19 혁명으로 자유당 정권이 붕괴될 때까지 재직하였다.
4·19 혁명 이후 정계에서 은퇴한 뒤에는 기업인으로 변신하여 주정협회(酒精協會) 회장, 새마을금고연합회 부회장, 임광토건(林光土建) 회장, 대성공업(大盛工業) 회장 등을 역임하였다. 사회활동으로 재건국민운동(再建國民運動) 중앙회 부회장, 서울대학교 법과대학 장학회 이사, 성실노인대학(聖實老人大學) 학장 등을 역임하였다.
1978년∼1991년 전직 국회의원들의 모임인 대한민국 헌정회(憲政會) 부회장 및 회장을 차례로 역임하였다.
저서로는 《어둔밤 촛불을 밝히며》가 있다. 

## 역대 선거 결과
|  | 17.11% |

|  | 56.33% |

|  | 51.82% |

|  | 25.45% |

## 참고 자료
- 곽의영 - 대한민국헌정회
- 곽의영(郭義榮) - 한국학중앙연구원

| 전임 이응준 | 제8대 체신부 장관 1958년 9월 9일 ~ 1960년 5월 1일 | 후임 오정수 |